# Jaiku
Jaiku foi um serviço de microblog fundado em fevereiro de 2006 por Jyri Engeström e Petteri Koponen em Helsínquia, Finlândia. Foi adquirido pelo Google em outubro de 2007. Em março de 2009 o Google o tornou software livre. Foi fechado em janeiro de 2012 devido aos cortes de sites sem sucesso do Google, além do Jaiku o Google Buzz também foi fechado .